# Dragoslav Andrić
Dragoslav Andrić (Čačak, 10. studenog 1923. – Beograd, 27. svibnja 2005.), jugoslavenski i srpski pisac, dramaturg, leksikograf, publicist i šahist, sastavljač antologija i prevoditelj na srpski s francuskog, engleskog, njemačkog, nizozemskog i ruskog jezika. Preveo je preko 130 knjiga poezije, proze i drama.
Njegovo viđenje prevođenja može se vidjeti iz sljedećeg navoda:

## Biografija
Dragoslav Andrić rođen je 1923. godine u Čačku, od oca Jelisija, oksfordskog studenta i majke Zorke, učiteljice. Nakon svršene Prve beogradske muške gimnazije, školovao se na kazališnom odsjeku Muzičke akademije u Beogradu i u dramskom studiju Narodnog pozorišta Srbije. Završio je englesku filologiju na Filozofskom fakultetu Sveučilišta u Beogradu.
Postao je poznat u 1970-im i 1980-im godinama po djelu Rečnik žargona (Rječnik žargona), humorističnoj zbirki Svaštara, udžbenik nonsensa, antologiji rok-poezije Stereo stihovi i nekoliko zbirki i antologija svjetske poezije. Između ostalih preveo je i djelo Štihovi Ogdena Nasha, svog omiljenog pjesnika. Između 2003. i 2004. izdaje antologiju svjetske poezije u šest svezaka, Američka poezija danas, U ime zemlje (kanadska poezija), Otisak srca u prašini (poezija američkih crnaca), Ko, je l' ja? (Tko, je l' ja?, engleska i američka humoristična poezija), Svet u kapi rose (Svijet u kapi rose, klasična kineska poezija) i Ne pali još svetiljku (Ne pali još svjetiljku, stara japanska poezija).
U časopisu Vreme (Vrijeme) Andrić kaže da prevoditelji često znaju svoj jezik bolje od pisaca, od kojih se očekuje da ga usavršavaju.
U toku 2005. završava knjigu "Svaštara - viši kurs" i "Rečnik žargona" (Rječnik žargona, drugo izdanje) s oko 20 tisuća riječi i izraza (dva puta više od prvog izdanja), ali nije dočekao njegovo objavljivanje.
Andrić je 10 godina radio i kao dramaturg u kazalištu. Glumica Radmila Andrić bila mu je supruga.
Početkom 1990-ih, kao gostujući profesor Sveučilišta u Chicagu, vodi tečaj o kreativnom prevođenju literature.
Osim književnosti, Andrić se bavio i šahom, s kojim je došao u dodir s 11 godina. U razdoblju 1948. – 1981. aktivno se natjecao, nosio je naslov majstora i bio je državni reprezentativac.
Bio je član Udruženja književnih prevodilaca Srbije (Udruženja književnih prevoditelja Srbije), Udruženja književnika Srbije i Srpskog PEN centra. Andrić je dobitnik nagrade "Miloš Đurić" za najbolji prijevod 1969. godine i nagrade za životno djelo Udruženja prevoditelja. Dobitnik je Vukove nagrade, najvišeg srpskog priznanja za rad u prosvjeti, znanosti i umjetnosti.

## Bibliofrafija

### Knjige
- Dvosmerni rečnik srpskog žargona i žargonu srodnih reči i izraza, 1972. i 2005. (Dvosmjerni rječnik srpskog žargona i žargonu srodnih riječi i izraza.)
- Svaštara - udžbenik nonsensa, 1981.
- Svaštara - viši kurs, 2005.
- Leksikon viceva, 1994. ISBN 86-7019-143-1
- Taknuto-Ćaknuto (koautor s Ljubivojem Ršumovićem)
- Vidi mene - vežbe za duhovno opuštanje (Vidi mene - vježbe za duhovno opuštanje, koautor s Ljubivojem Ršumovićem)
- Vrt dobre nade - pesme i pitalice o životinjama iz beogradskog Zoološkog vrta (Vrt dobre nade - pjesme i pitalice o životinjama iz beogradskog Zoološkog vrta).
- Zezalice, ili pesme zdesna nalevo, 1977. (Zezalice, ili pjesme zdesna nalijevo.)

#### Šah
- Šah - igra miliona, 1966, 1997.
- Matni udar, 1989.
- Šahovski zabavnik, 1985.
- Škola za male i velike pacere, 1989.

### Prijevodi

#### Antologije i zbirke
(Izbor)
- Antologija svetske ljubavne poezije (Antologija svjetske ljubavne poezije, prijevod Dragoslav Andrić, Danko Anđelković, Danilo Kiš i drugi), 1970.
- Novije flamanske pripovetke, 1972. (Novije flamanske pripovijetke)
- Ogden Nash, Štihovi, 1972.
- Bob Dilan, 1978. (koautor s Dušanom Latkovićem)
- Ne pali još svetiljku (Ne pali još svjetiljku, antologija klasične japanske poezije), 1981.
- Erskine Caldwell, Duvanski put (Duhanski put), Neredi u julu (Neredi u srpnju, prijevod Ljerka Radović, Dragoslav Andrić), 1981.
- Svet u kapi rose (Svijet u kapi rose, antologija klasične kineske poezije), 1991.
- Graffiti International (antologija grafita), 2000.
- Stereo stihovi (antologija zlatne ere rok poezije), 2000.
- Američka poezija danas, 2003. ISBN 867639721x nevaljani ISBN
- Ko - je l' ja? (Tko - je l' ja?, antologija engleske i američke humoristične poezije), 2003, ISBN 8676397406
- U ime zemlje (antologija kanadske poezije), 2004. ISBN 86-7639-832-1 (obuhvaća englesku i francusku jezičnu oblast)

#### Dramska djela
(Izbor)
- Cole Porter, Poljubi me, Kejt
- Eugène Ionesco, Pozorište (Kazalište, sabrana djela), 1997. (grupa autora u kojoj je sudjelovao i Dragoslav Andrić)
- Ron Clark i Sam Bobrick, Jesi l' to ti, Normane?
- Georges Feydeau, Hotel Slobodan promet (kazalište Joakim Vujić, Kragujevac), 2003.

## Vanjske poveznice
- Reči neokrnjene vremenom[neaktivna poveznica] - Riječi neokrnjene vremenom (razgovor s Dragoslavom Andrićem u listu Dnevnik)
- Kako je puko socijalizam  Arhivirana inačica izvorne stranice od 24. listopada 2008. (Wayback Machine) - Razgovor s Dragoslavom Andrićem u listu Nezavisna Svetlost
- Zašto dečaci lutaju? - Zašto dječaci lutaju?, balada Boba Dylana engl. A Hard Rain's Gonna Fall - Past će teška kiša - u prijevodu Dragoslava Andrića i Zorana Modlija)
- Brankovo kolo  Arhivirana inačica izvorne stranice od 24. rujna 2008. (Wayback Machine) - Dragoslav Andrić traži izdavača za novu početnicu za djecu, u stihovima.
- Šahovske partije Dragoslava Andrića (1948. – 1981.)
- Web prezentacija Dragoslava Andrića  Arhivirana inačica izvorne stranice od 12. svibnja 2021. (Wayback Machine)(sr) (en)